# Roberto Perpignani
Roberto Perpignani (Roma, 20 aprile 1941) è un montatore italiano.

## Biografia
Ha compiuto studi di psicologia infantile e si è dedicato in gioventù alla pittura. Nel 1962 ha debuttato al fianco di Orson Welles, come assistente al montaggio per Il processo. Dal 1977 è docente di montaggio al Centro Sperimentale di Cinematografia e tra i docenti di riferimento (montaggio) della Scuola nazionale di cinema. È anche responsabile della Federazione italiana delle associazioni delle professioni del cinema e dell'audiovisivo (Fidac). È considerato uno dei più grandi montatori cinematografici.
Ha curato il montaggio di numerosi film per i più noti registi italiani e stranieri, ed ha avuto una stretta collaborazione con Bernardo Bertolucci tra il 1964 e il 1972: Prima della rivoluzione; Partner; Il conformista; Strategia del ragno e Ultimo tango a Parigi.
Nel 1969 ha avviato un vero e proprio sodalizio con i fratelli Paolo e Vittorio Taviani. Tra le pellicole montate, che coprono un arco di ben 40 anni: San Michele aveva un gallo; Allonsanfàn; Padre padrone; Il prato; La notte di San Lorenzo; Kaos; Good Morning Babilonia; Il sole anche di notte; La masseria delle allodole; Cesare deve morire; Maraviglioso Boccaccio e Una questione privata.
Nel 1967 lavora con Alberto Lattuada per il film Don Giovanni in Sicilia, poi è stato chiamato da Marco Bellocchio per i film: La Cina è vicina e Amore e rabbia nell'episodio Discutiamo, discutiamo. Ha collaborato anche con Veljko Bulajić, Salvatore Samperi, Mauro Bolognini, Valentino Orsini, Ferdinando Baldi, Steno, Miklós Jancsó, Giuseppe Patroni Griffi, Nanni Moretti, Giuseppe Ferrara, Gianni Amelio, Michael Radford, Francesca Archibugi, Roberto Faenza.

## Tributi
A partire dal 2005 il Taormina Film Fest assegna un premio a lui intitolato per il "miglior montatore". A partire dal 2009 il Bif&st di Bari assegna un premio intitolato a Roberto Perpignani per il "miglior montatore" tra i film del festival.

## Pubblicazioni
Ha collaborato anche alla pubblicazione della Storia del cinema mondiale (Einaudi), con un testo intitolato Il montaggio cinematografico e ha pubblicato il volume Dare forma alle emozioni. Il montaggio cinematografico tra passato e futuro (Edizioni Falsopiano).

## Filmografia

### Cinema
- Il processo, regia di Orson Welles (1962)
- Prima della rivoluzione, regia di Bernardo Bertolucci (1964)
- Nessuno mi può giudicare, regia di Ettore Maria Fizzarotti (1966)
- Mi vedrai tornare, regia di Ettore Maria Fizzarotti (1966)
- Don Giovanni in Sicilia, regia di Alberto Lattuada (1967)
- La via del petrolio, regia di Bernardo Bertolucci (1967)
- La Cina è vicina, regia di Marco Bellocchio (1967)
- Partner, regia di Bernardo Bertolucci (1968)
- Vivo per la tua morte, regia di Camillo Bazzoni (1968)
- L'uomo, l'orgoglio, la vendetta, regia di Luigi Bazzoni (1968)
- La battaglia della Neretva, regia di Veljko Bulajić (1969)
- Sotto il segno dello scorpione, regia di Paolo e Vittorio Taviani (1969)
- Cuore di mamma, regia di Salvatore Samperi (1969)
- Un bellissimo novembre, regia di Mauro Bolognini (1969)
- Amore e rabbia, episodi: Agonia di Bernardo Bertolucci e Discutiamo, discutiamo di Marco Bellocchio (1969)
- Corbari, regia di Valentino Orsini (1970)
- La ragazza di latta, regia di Marcello Aliprandi (1970)
- Giuochi particolari, regia di Franco Indovina (1970)
- Strategia del ragno, regia di Bernardo Bertolucci (1970)
- Blindman, regia di Ferdinando Baldi (1971)
- Ultimo tango a Parigi, regia di Bernardo Bertolucci (1972)
- Abuso di potere, regia di Camillo Bazzoni (1972)
- Il grande duello, regia di Giancarlo Santi (1972)
- La polizia ringrazia, regia di Steno (1972)
- San Michele aveva un gallo, regia di Paolo e Vittorio Taviani (1972)
- L'amante dell'Orsa Maggiore, regia di Valentino Orsini (1972)
- ...e di Shaúl e dei sicari sulle vie da Damasco e..., regia di Gianni Toti (1973)
- Piazza pulita, regia di Luigi Vanzi (1973)
- Allonsanfàn, regia di Paolo e Vittorio Taviani (1974)
- Le orme, regia di Luigi Bazzoni (1975)
- Vizi privati, pubbliche virtù, regia di Miklós Jancsó (1975)
- Divina creatura, regia di Giuseppe Patroni Griffi (1975)
- Quanto è bello lu murire acciso, regia di Ennio Lorenzini (1975)
- Padre padrone, regia di Paolo e Vittorio Taviani (1977)
- Il prato, regia di Paolo e Vittorio Taviani (1979)
- Salto nel vuoto, regia di Marco Bellocchio (1980)
- Sogni d'oro, regia di Nanni Moretti (1981)
- Miele di donna, regia di Gianfranco Angelucci (1981)
- Il buon soldato, regia di Franco Brusati (1982)
- La notte di San Lorenzo, regia di Paolo e Vittorio Taviani (1982)
- Principe di Homburg, regia di Gabriele Lavia (1983)
- Kaos, regia di Paolo e Vittorio Taviani (1984)
- Figlio mio infinitamente caro, regia di Valentino Orsini (1985)
- Salomè, regia di Claude d'Anna (1986)
- Il caso Moro, regia di Giuseppe Ferrara (1986)
- Good Morning Babilonia, regia di Paolo e Vittorio Taviani (1987)
- La donna della luna, regia di Vito Zagarrio (1988)
- I ragazzi di via Panisperna, regia di Gianni Amelio (1989)
- Il sole anche di notte, regia di Paolo e Vittorio Taviani (1990)
- Caldo soffocante, regia di Giovanna Gagliardo (1991)
- Fiorile, regia di Paolo e Vittorio Taviani (1993)
- Crotone, Italia, regia di Daniele Segre (1993)
- Il postino, regia di Michael Radford (1994)
- Con gli occhi chiusi, regia di Francesca Archibugi (1994)
- Tiburzi, regia di Paolo Benvenuti (1996)
- Ultimo bersaglio, regia di Andrea Frezza (1996)
- Le affinità elettive, regia di Paolo e Vittorio Taviani (1996)
- Marianna Ucrìa, regia di Roberto Faenza (1997)
- La seconda moglie, regia di Ugo Chiti (1998)
- Tu ridi, regia di Paolo e Vittorio Taviani (1998)
- Dancing at the Blue Iguana, regia di Michael Radford (2000)
- L'educazione fisica delle fanciulle, regia di John Irvin (2005)
- La masseria delle allodole, regia di Paolo e Vittorio Taviani (2007)
- L'amore nascosto, regia di Alessandro Capone (2007)
- L'imbroglio nel lenzuolo, regia di Alfonso Arau (2009)
- Cesare deve morire, regia di Paolo e Vittorio Taviani (2012)
- Maraviglioso Boccaccio, regia di Paolo e Vittorio Taviani (2015)
- Una questione privata, regia di Paolo e Vittorio Taviani (2017)
- A herdade, regia di Tiago Guedes (2019)
- Leonora addio, regia di Paolo Taviani (2022)

### Televisione
- Nella terra di Don Chisciotte, regia di Orson Welles – miniserie TV (1964)
- Le affinità elettive, regia di Gianni Amico – miniserie TV (1979)
- Céline - La paura di tacere, regia di Eugenio Rizzi e Roberto Perpignani (1979)
- Io e il duce, regia di Alberto Negrin – docu-drama (1985)
- Luisa Sanfelice, regia di Paolo e Vittorio Taviani – miniserie TV (2004)

## Riconoscimenti
- 1967 - Premio Speciale della Giuria di Venezia e Leone d'argento per La Cina è vicina
- 1977 - Palma d'oro al Festival di Cannes per Padre padrone.
- 1983 - David di Donatello per il miglior montatore per La notte di San Lorenzo
- 1989 - Ciak d'oro per il migliore montaggio per I ragazzi di via Panisperna[2]
- 1995 - David di Donatello per il miglior montatore per Il postino
- 1996 - Premio Bianchi (Venezia)
- 1997 - David di Donatello per il miglior montatore per Marianna Ucrìa
- 2007 - Premio alla 64ª Mostra internazionale d'arte cinematografica di Venezia per il miglior montatore nella sezione Corto, Cortissimo
- 2012 - David di Donatello per il miglior montatore per Cesare deve morire